# Augusto Lasserre
Augusto Lasserre (Montevideo, 21 de octubre de 1832 - Buenos Aires, 20 de septiembre de 1906)fue un marino argentino de origen uruguayo, que participó en las guerras civiles de su país, y fue el fundador de la ciudad de Ushuaia.

## Biografía
Era sobrino del almirante Francisco José Seguí. En su juventud participó de la defensa de la ciudad contra el sitio de Oribe; hacia 1845 viajó con su familia a Francia, donde estudió en el liceo naval de Souriolt.
Regresó al Río de la Plata en 1850, pero viajó directamente a Buenos Aires, donde se enroló en la fragata 25 de Mayo para luchar contra Montevideo y contra los franceses. Poco después se firmó la paz con Francia, y fue destinado a un posible bloqueo a Montevideo; pero este se levantó a mediados del año siguiente, con la rendición de Oribe ante Justo José de Urquiza.
Pasó al Ejército Grande de Urquiza, en la flota que apoyó el avance hacia Buenos Aires; no participó en la batalla de Caseros y fue incorporado a la flota de la provincia de Entre Ríos y luego en la escuadra de la Confederación Argentina.
Luchó contra el Estado de Buenos Aires, y en 1853 fue uno de los pocos oficiales que no aceptó ser sobornado por los porteños. Igualmente fue dado de baja de la flota.
Se reincorporó poco más tarde a la flota Confederal, con el grado de capitán. En octubre de 1859 fue uno de los jefes de la flota federal en la batalla de Martín García y fue gravemente herido. Fue ascendido al grado de mayor, y poco después a teniente coronel. Con ese grado, y al mando de un vapor, luchó contra la escuadra porteña que acompañaba a Bartolomé Mitre en su avance hacia la batalla de Pavón. Algún tiempo después de esa batalla, cuando el gobierno de la Confederación fue disuelto, Mitre ordenó su baja.
Se dedicó a la navegación mercante durante los años siguientes, además de formar marinos que le fueron muy útiles a la Armada Argentina. Hizo varios viajes a la Patagonia, entre los cuales el más destacado fue el que realizó en 1868 a las islas Malvinas. Al año siguiente publicó un importante trabajo descriptivo de las mismas.
Fue reincorporado a la Armada Argentina en octubre de 1874, para reprimir la revolución porteña de ese año. Tuvo entonces su venganza, cuando ayudó a aplastar la revuelta dirigida por Mitre, al apresar el único barco de guerra que le quedaba a este. Estaba al mando de los vapores Pampa y Almirante Brown, y por su mérito fue ascendido al grado de coronel de Marina.
En 1884 comandó una expedición de seis buques a la Tierra del Fuego y la Isla de los Estados. Dejó un destacamento en esta última, oficializando y reorganizando la estación de salvamento de náufragos y barcos en problemas de la Isla de los Estados, anteriormente fundada por Luis Piedrabuena.

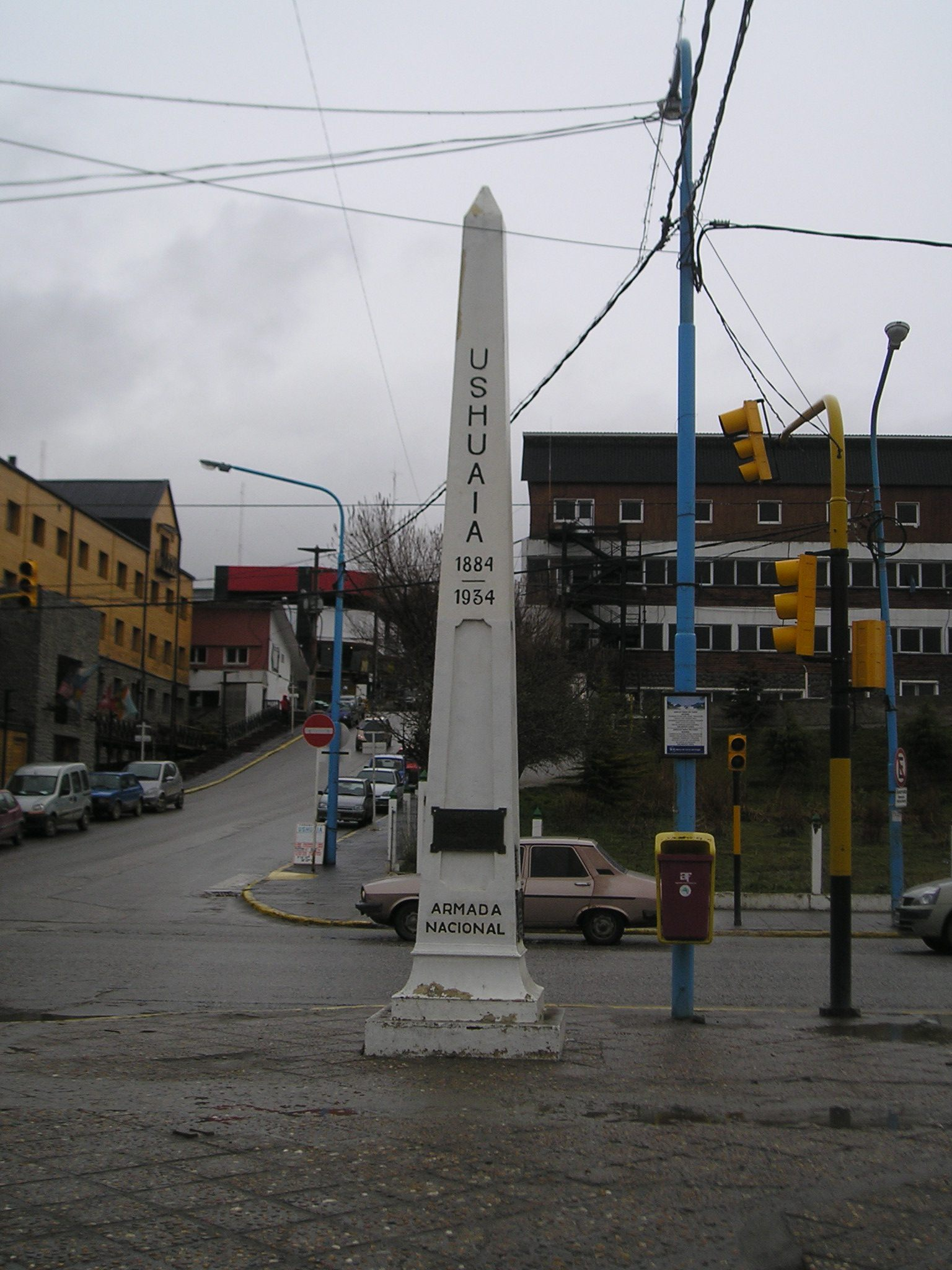
Conmemoración del izado de la bandera argentina en Ushuaia.

A los pocos días pasó al Canal Beagle y desembarcó en la Bahía Ushuaia. Allí se encontró con la misión del reverendo Thomas Bridges, donde estaban reunidos unos 350 indígenas yámana, casi todos los que habían sobrevivido a las enfermedades introducidas durante ese siglo. Tras una conversación entre Lasserre y Bridges, el 12 de octubre se arrió la bandera británica y se izó la argentina, acto que fue reconocido por los habitantes de la Misión Anglicana. Esa es la fecha generalmente reconocida de fundación de la ciudad de Ushuaia.
Ese acto significó la definitiva toma de posesión de la costa sur de la Isla por parte de la Argentina. Construyó varios edificios públicos, entre ellos la subprefectura, e instaló balizas para la navegación. Poco después visitó Punta Arenas, acto en el cual comunicó oficialmente la ocupación argentina de la zona al gobierno chileno.
A fines del mismo año de 1884 viajó a Europa, a traer el primer crucero acorazado de la flota argentina, el "Patagonia", así llamado en honor a su actuación.
Desde 1887 fue el jefe de la segunda división naval, con sede en Puerto Belgrano, cerca de Bahía Blanca. Desde 1890 pasó a realizar tareas administrativas, como presidente de la Junta Consultiva de Marina. Pasó a retiro en abril de 1894.
Falleció en Buenos Aires en septiembre de 1906.